# 東平路

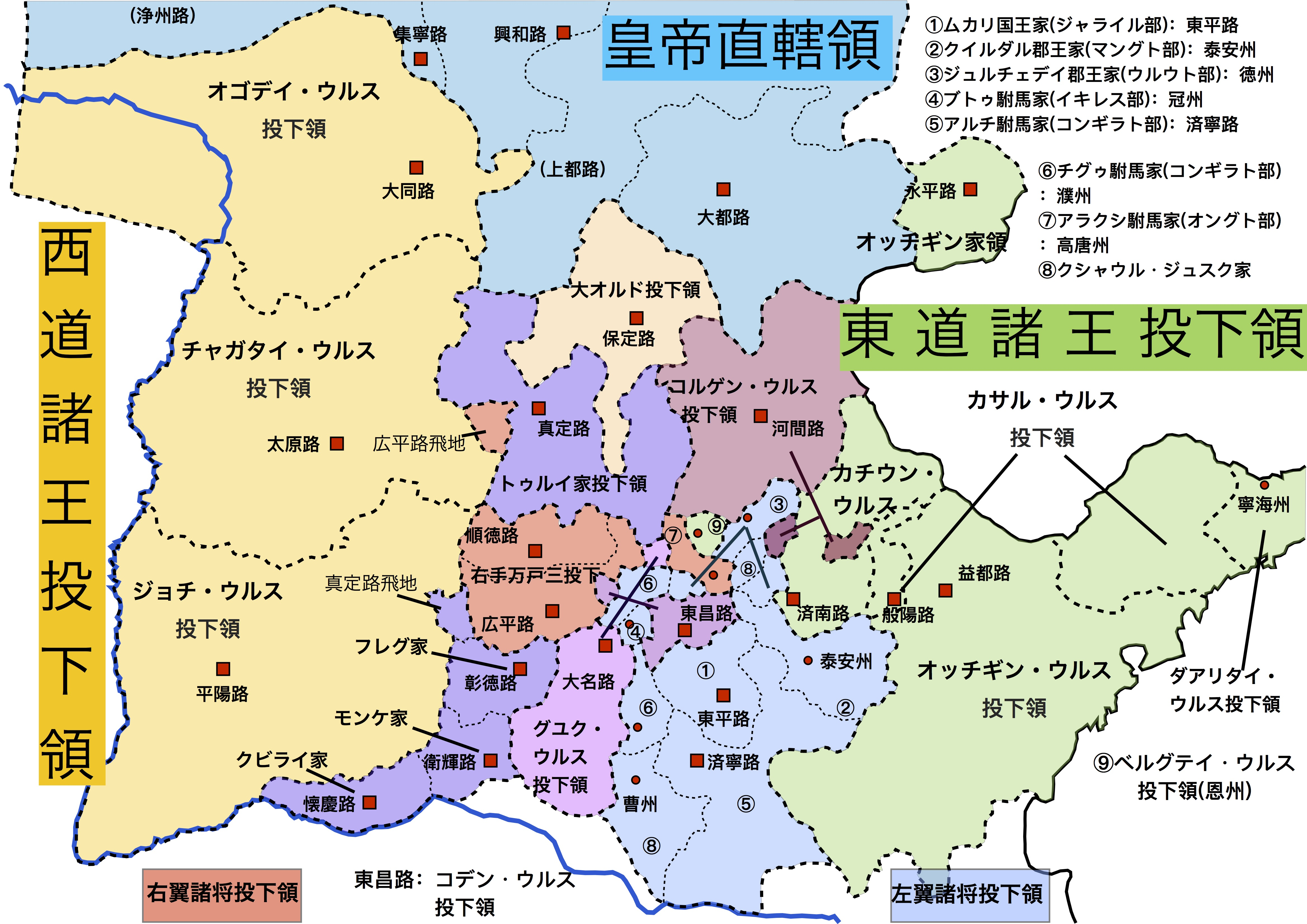
モンゴル時代の華北投下領。東平路は中央下部に位置する。モンゴル帝国初期の東平路は周囲の水色・紫色の部分も含むより広範囲な行政区画であった。

東平路（とうへいろ）は、中国にかつて存在した路。モンゴル帝国および大元ウルスの時代に現在の山東省聊城市一帯に設置された。
モンゴル帝国建国の功臣、ジャライル部族長のムカリを始祖とするムカリ国王家の投下領であった。

## 歴史
唐代の鄆州を前身とする。1220年に現地の大軍閥厳実が投降する事でモンゴル帝国の統治下に入り、この時点では後の彰徳路・大名路をも含む州・県54を有する大規模な行政区画であった。
1236年、オゴデイは華北の諸路を諸王・勲臣に分配した（丙申年分撥）が、この時東平一帯は「十投下（ジャライル部の国王ムカリ家当主と郡王タイスン家当主、コンギラト部のアルチ家当主とチグゥ家当主、マングト部当主、ウルウト部当主、イキレス部当主、オングト部当主、クシャウルとジュスク兄弟の総称）」の投下領として分配され、ジャライル部ムカリ国王家に須城県一帯が投下領として分撥された。
その後、クビライが即位すると、東平路内のジュルチェデイ郡王家の徳州、マングト郡王家の泰安州、イキレス部ブトゥ家の冠州、チグゥ駙馬家の濮州、アラクシ駙馬家の高唐州、クシャウル/ジュスク家の曹州は東平路から分離して中書省直属の州となったが、これは投下領を「路」に準じる「州」として扱う、建国の功臣を始祖とする有力貴族への特別措置であった。結果としてムカリ国王家の投下領とされていた須城県・東阿県・陽穀県・汶上県・寿張県・平陰県のみが「東平路」として残った。
朱元璋による明朝の建国後、東平路は東平府と改められた。

## 管轄県
東平路には録事司、6県が設置されていた。

### 6県
- 須城県
- 東阿県
- 陽穀県
- 汶上県
- 寿張県
- 平陰県[7]

なお、東阿県はムカリの弟タイスン一族の投下領として設定されていたことが『元史』に記録されている。